# Segling vid olympiska sommarspelen 2024
Segling vid olympiska sommarspelen 2024 arrangeras mellan 28 juli och 8 augusti 2024 i Marseille Marina i Frankrike. Totalt 10 grenar finns på programmet, där IQFoil, Formula Kite och mixed 470 är nya grenar.

## Medaljsammanfattning
| Damer                    | Guld                                          | Silver                               | Brons                                   |
| IQFoil Detaljer...       | Marta Maggetti Italien                        | Sharon Kantor Israel                 | Emma Wilson Storbritannien              |
| Formula Kite Detaljer... | Ellie Aldridge Storbritannien                 | Lauriane Nolot Frankrike             | Annelous Lammerts Nederländerna         |
| ILCA 6 Detaljer...       | Marit Bouwmeester Nederländerna               | Anne-Marie Rindom Danmark            | Line Flem Høst Norge                    |
| 49er FX Detaljer...      | Odile van Aanholt Annette Duetz Nederländerna | Vilma Bobeck Rebecca Netzler Sverige | Sarah Steyaert Charline Picon Frankrike |

| Herrar                   | Guld                                | Silver                                      | Brons                            |
| IQFoil Detaljer...       | Tom Reuveny Israel                  | Grae Morris Australien                      | Luuc van Opzeeland Nederländerna |
| Formula Kite Detaljer... | Valentin Bontus Österrike           | Toni Vodišek Slovenien                      | Maximilian Maeder Singapore      |
| ILCA 7 Detaljer...       | Matthew Wearn Australien            | Pavlos Kontides Cypern                      | Stefano Peschiera Peru           |
| 49er Detaljer...         | Diego Botín Florián Trittel Spanien | Isaac McHardie William McKenzie Nya Zeeland | Ian Barrows Hans Henken USA      |

| Mixed                | Guld                                | Silver                                  | Brons                                    |
| 470 Detaljer...      | Österrike Lara Vadlau Lukas Mähr    | Japan Keiju Okada Miho Yoshioka         | Sverige Anton Dahlberg Lovisa Karlsson   |
| Nacra 17 Detaljer... | Italien Ruggero Tita Caterina Banti | Argentina Mateo Majdalani Eugenia Bosco | Nya Zeeland Micah Wilkinson Erica Dawson |

Denna tabell: visa • redigera

## Medaljtabell
| Pl.    | Nation         | Guld | Silver | Brons | Totalt |
| ------ | -------------- | ---- | ------ | ----- | ------ |
| 1      | Nederländerna  | 2    | 0      | 2     | 4      |
| 2      | Österrike      | 2    | 0      | 0     | 2      |
| 2      | Italien        | 2    | 0      | 0     | 2      |
| 4      | Australien     | 1    | 1      | 0     | 2      |
| 4      | Israel         | 1    | 1      | 0     | 2      |
| 6      | Storbritannien | 1    | 0      | 1     | 2      |
| 7      | Spanien        | 1    | 0      | 0     | 1      |
| 8      | Frankrike      | 0    | 1      | 1     | 1      |
| 8      | Nya Zeeland    | 0    | 1      | 1     | 2      |
| 8      | Sverige        | 0    | 1      | 1     | 2      |
| 11     | Argentina      | 0    | 1      | 0     | 1      |
| 11     | Cypern         | 0    | 1      | 0     | 1      |
| 11     | Danmark        | 0    | 1      | 0     | 1      |
| 11     | Japan          | 0    | 1      | 0     | 1      |
| 11     | Slovenien      | 0    | 1      | 0     | 1      |
| 11     | Norge          | 0    | 0      | 1     | 1      |
| 11     | Peru           | 0    | 0      | 1     | 1      |
| 11     | Singapore      | 0    | 0      | 1     | 1      |
| 11     | USA            | 0    | 0      | 1     | 1      |
| Totalt | Totalt         | 10   | 10     | 10    | 30     |

### Fotnoter
1. 1 2  Sheila Vieira (14 september 2022). ”How to qualify for sailing at Paris 2024. The Olympics qualification system explained”. olympics.com. https://olympics.com/en/news/how-to-qualify-for-sailing-at-paris-2024-the-olympics-qualification-system. Läst 3 augusti 2024.
2. ↑  ”Sailing Schedule & Results”. olympics.com. https://olympics.com/en/paris-2024/sports/sailing. Läst 3 augusti 2024.
3. ↑  ”Sailing - Women's Windsurfing - Final Results”. olympics.com. https://olympics.com/en/paris-2024/results/sailing/women-s-windsurfing/fnl-000100--. Läst 3 augusti 2024.
4. ↑  ”Sailing - Women's Skiff Medal Race Results”. olympics.com. https://olympics.com/en/paris-2024/results/sailing/women-s-skiff/fnl-000100--. Läst 3 augusti 2024.
5. ↑  ”Sailing - Men's Windsurfing - Final Results”. olympics.com. https://olympics.com/en/paris-2024/results/sailing/men-s-windsurfing/fnl-000100--. Läst 3 augusti 2024.
6. ↑  ”Sailing - Men's Skiff Medal Race Results”. olympics.com. https://olympics.com/en/paris-2024/results/sailing/men-s-skiff/fnl-000100--. Läst 3 augusti 2024.